# Joxe Ulibarrena
José Luis (Joxe) Ulibarrena Arellano (Peralta, 25 de enero de 1924-Uterga, 20 de abril de 2020) fue un escultor y etnógrafo español, promotor cultural de Navarra.

## Biografía
Su vocación artística se desarrolló a temprana edad en su localidad natal, trabajando la madera en el taller de su tío Luis Menchón, situado en la calle Navarrería de Pamplona, como aprendiz de ebanista y en esta etapa también recibe algunas nociones artísticas de su maestro Sixto Leza Aranguren.
Cuando tenía once años, apenas estallada la guerra civil española, los sublevados fusilaron a su padre, de 46 años de edad, y a una prima de 15 años. También vio cómo fusilaban en la Vuelta del Castillo de Pamplona a tres jóvenes, imagen que no se le borrará nunca, según refiere él mismo. Todas ellas víctimas de la Guerra Civil en Navarra.[cita requerida]

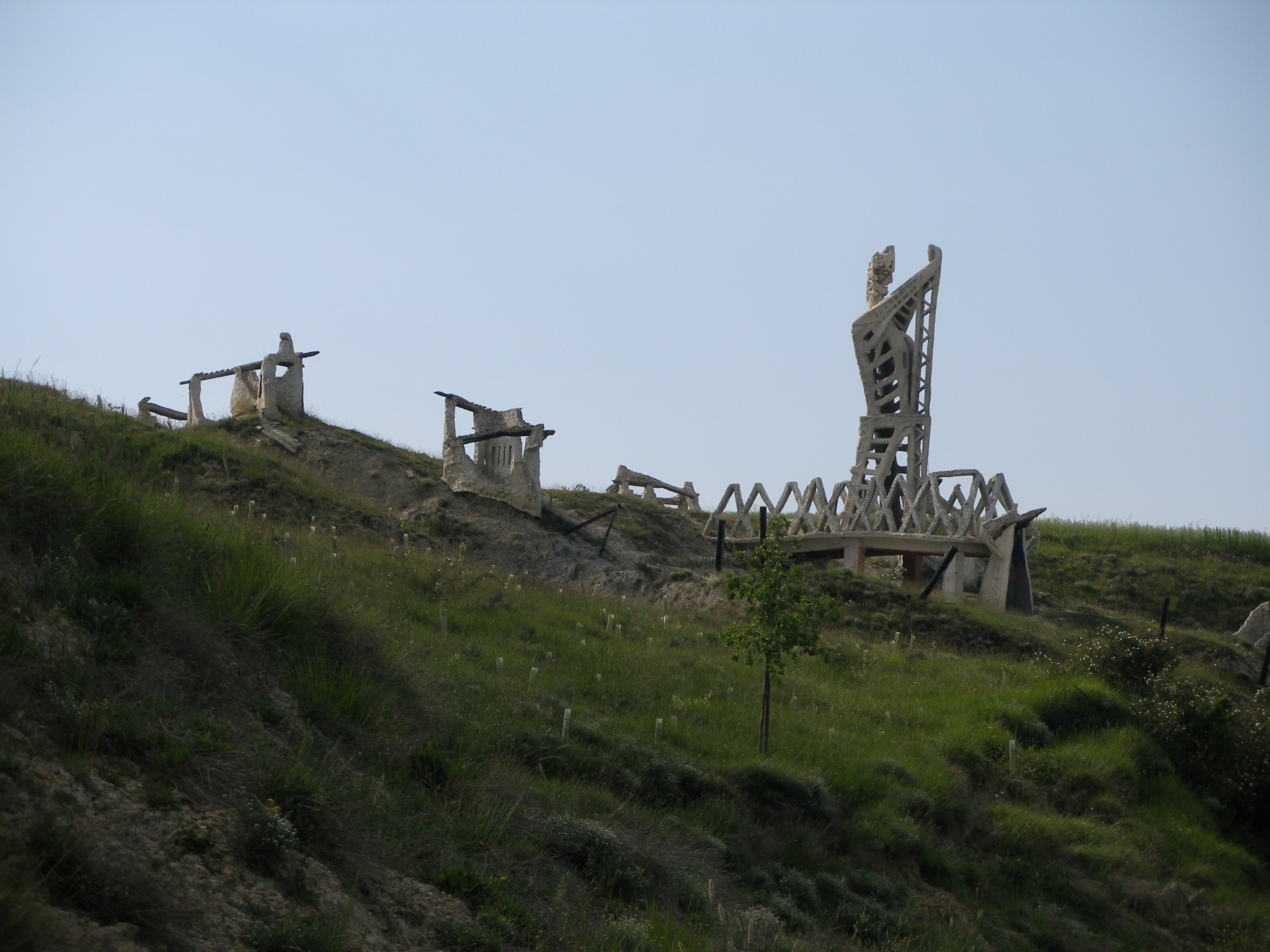
Monumento erigido en recuerdo de la Batalla de Noáin, obra de Joxe Ulibarrena

En 1941 comienza sus estudios de escultura en la Escuela de Artes y Oficios de Pamplona, primero con Enrique Zubiri y luego con Miguel Pérez Torres, a quien recuerda especialmente por evitar inducirles «a seguir escuelas de influencias, ni siquiera de renombrados artistas», Luis Andreu Ciganda y Leocadio Muro Urriza.
Tuvo ocasión de estudiar, con beca, en la Escuela de Bellas Artes de San Fernando de Madrid pero rechazó esa posibilidad rehuyendo de lo académico. Posteriormente, entre 1945 y 1947, trabajó en Burgos con Valeriano Martínez y Eulogio Valladolid. De esta época, además de varias figuras como imaginero para hermandades castellanas y navarras, en 1949, realiza un «Monumento a Raimundo Lanas», el jotero apodado ruiseñor navarro, en el cementerio de su localidad natal, Murillo el Fruto.
En 1950, con una beca de la Diputación Foral de Navarra, y durante cuatro años y medio, fue a estudiar a la Escuela de Bellas Artes de París, donde tuvo como profesores a Marcel Gimond, con el que realizaba teoría y modelado, y a Georges Saupique, con el que practicaba en madera, piedra y mármol. En esta etapa pasó «a la escultura no fisiológica, plena de volumen y ritmo» según su propia definición.
Debido a su oposición al franquismo,[cita requerida] se marchó a Venezuela durante siete años. Allí trabajó en escultura monumental de carácter religioso, al mismo tiempo que desarrollaba su actividad como promotor cultural en el Centro Vasco de Caracas. A su vuelta a Navarra creó la Fundación Mariscal don Pedro de Navarra, promotora del Museo Etnográfico navarro en 1964, primero en Berrioplano y luego en Arteta. Autor caracterizado por su monumentalidad, fuerza expresiva y por su canto a la historia y cultura navarra. 
Falleció en Uterga a los noventa y seis años el 20 de abril de 2020 en el domicilio de una de sus hijas a consecuencia de una neumonía no asociada a la COVID-19.

## Reconocimientos
- Cruz de Carlos III el Noble de Navarra, por el impulso dado por el escultor a la cultura de Navarra.[6]

## Exposiciones
- En 1946, realiza una exposición individual en el Palacio de la Diputación Foral de Navarra, con varias obras religiosas.
- En 1947, una exposición de Pinturas, Artesanía y Concurso de Fotografías, organizado por el Ayuntamiento de Pamplona con motivo de las Fiestas de San Fermín.
- En 1948, otra exposición de Pintura, Fotografía, Artes Industriales y Artesanía organizada también por el ayuntamiento pamplonés por las mismas fechas sanfermineras.
- En 1950, una exposición individual en el Palacio de la Diputación. Entre las obras presentadas, un “San Francisco Javier” y un “Remigio Múgica”, realizadas en maderas raras.[5]

## Obras
- Monumento a la batalla de Noáin.
- Centauros del Pirineo en homenaje a Félix Urabayen, en la entrada del Valle de Ollo.
- Hermandad en Peralta, sobre el Arga.
- El Roble de Garinoain, homenaje al Príncipe de Viana la serie compuesta entre otras piezas por Aizkolari, Pelotari y Layalari.
- Sus retratos de José Miguel de Barandiarán, Homenaje a Julián Retegui II y Manuel de Irujo.
- Personajes históricos, en la que destacan César Borgia, Labrit, Belasko, Jaso, Pedro de Navarra o Mosén Pierres de Peralta.
- Finalizó la obra central del Parque de la Memoria en Sartaguda (inaugurado en 2008).

## Publicaciones
- Escultura, pintura, tapiz (1976).
- La puerta principal (1978).
- Museo Etnográfico del Reino de Pamplona (1990).
- La étnica plástica euskariana (1992).
- La escultura magistral de Lumbier (1993).
- Feminismo, hembrismo, etnología (1994).
- Juegos y juguetes (1995).
- Guardarropía y atrezzo: teatro Gayarre de Pamplona (1999).
- Magistrales obras vecinales etnológicas (2001).
- Expresiones vecinales en la España Neolítica (2004).